# Inferno (antologie)
Inferno. Despre teroare și supranatural este o antologie  de povestiri de groază și fantastice editată de Ellen Datlow. A fost publicată de Tor Books în decembrie 2007. Antologia a câștigat în 2008 Premiul World Fantasy pentru cea mai bună antologie. A fost tradusă în limba română de Ana-Veronica Mircea, Mircea Pricăjan, Mihai-Dan Pavelescu și Silviu Genescu și tipărită la 15 august 2008 în Colecția Nautilus de către Editura Nemira.

## Cuprins
- Introduction (Inferno: New Tales of Terror and the Supernatural), Introducere: Inferno. Despre teroare și supranatural de Ellen Datlow
- "Riding Bitch" („Pe șaua din spate”),[3] de K. W. Jeter
- "Misadventure" („Ghinion”), de Stephen Gallagher
- "The Forest" („Pădurea”), de Laird Barron
- "The Monsters of Heaven" („Monștrii din rai”), de Nathan Ballingrud
- "Inelastic Collisions" („Coliziuni neelastice”), de Elizabeth Bear
- "The Uninvited" („Nepoftiți”), de Christopher Fowler
- "13 O'Clock" („În ceasul al treisprezecelea”), de Mike O'Driscoll
- "Lives" („Vieți”), de John Grant
- "Ghorla" („Ghorla”), de Mark Samuels
- "Face" („Fața”), de Joyce Carol Oates
- "An Apiary of White Bees" („O prisacă pentru albine albe”), de Lee Thomas
- "The Keeper" („Paznicul”), de P. D. Cacek
- "Bethany's Wood" („Pădurea lui Bethany”), de Paul Finch
- "The Ease With Which We Freed the Beast" („Ușurința cu care am eliberat fiara”), de Lucius Shepard
- "Hushabye" („Dormi în pace”), de Simon Bestwick
- "Perhaps the Last" („Poate că ultim”), de Conrad Williams
- "Stilled Life" („Viață încremenită”), de Pat Cadigan
- "The Janus Tree" („Copacul Janus”), de Glen Hirshberg
- "The Bedroom Light" („Lumina din dormitor”), de Jeffrey Ford
- "The Suits at Auderlene" („Armurile de la Auderlene”), de Terry Dowling

## Traduceri
Ana-Veronica Mircea a tradus povestirile: Pe șaua din spate; Monștrii din rai; În ceasul al treisprezecelea; Vieți; Viață încremenită; Copacul Janus.
Mircea Pricăjan a tradus povestirile: Ghinion; Pădurea; Pădurea lui Bethany.
Mihai-Dan Pavelescu a tradus povestirile: Coliziuni neelastice; Fața; Dormi în pace; Lumina din dormitor.
Silviu Genescu a tradus povestirile: Nepoftiți; Ghorla; O prisacă pentru albine albe; Paznicul; Ușurința cu care am eliberat fiara; Poate că ultima; Armurile de la Auderlene.

## Retipăriri
- Tor Books, mrtie 2009.